# آرنولد هایم
آرنولد هایم (۲۰ مارس ۱۸۸۲ - ۲۷ مه ۱۹۶۵) زمین‌شناس سوئیسی بود که به خاطر تحقیقات پیشگامانه‌اش در سنگ‌شناسی و سفرهای اکتشافی زمین‌شناسی‌اش در سراسر آسیا شناخته شده است. او سهم قابل توجهی در درک روابط بین رسوب‌گذاری و زمین‌ساخت داشت و بررسی‌های زمین‌شناسی گسترده‌ای را در هیمالیا و جنوب شرقی آسیا انجام داد.

## آغاز زندگی و تحصیلات
هایم در زوریخ سوئیس و در یک خانوادهٔ علمی برجسته زاده شد. پدرش آلبرت هایم، زمین‌شناس برجسته‌ای بود که کرسی زمین‌شناسی را در مدرسهٔ پلی‌تکنیک فدرال زوریخ (که اکنون ETH زوریخ نام دارد) در اختیار داشت. مادرش ماری هایم-وگتلین، اولین پزشک زن شاغل در سوئیس بود. آرنولد نیز با پیروی از راه پدرش، در ETH زوریخ به تحصیل زمین‌شناسی پرداخت و قبل از تکمیل دکترای خود در دانشگاه زوریخ، مدرک دیپلم خود را به عنوان معلم متخصص علوم طبیعی دریافت کرد.

## حرفه دانشگاهی و سفرهای اکتشافی

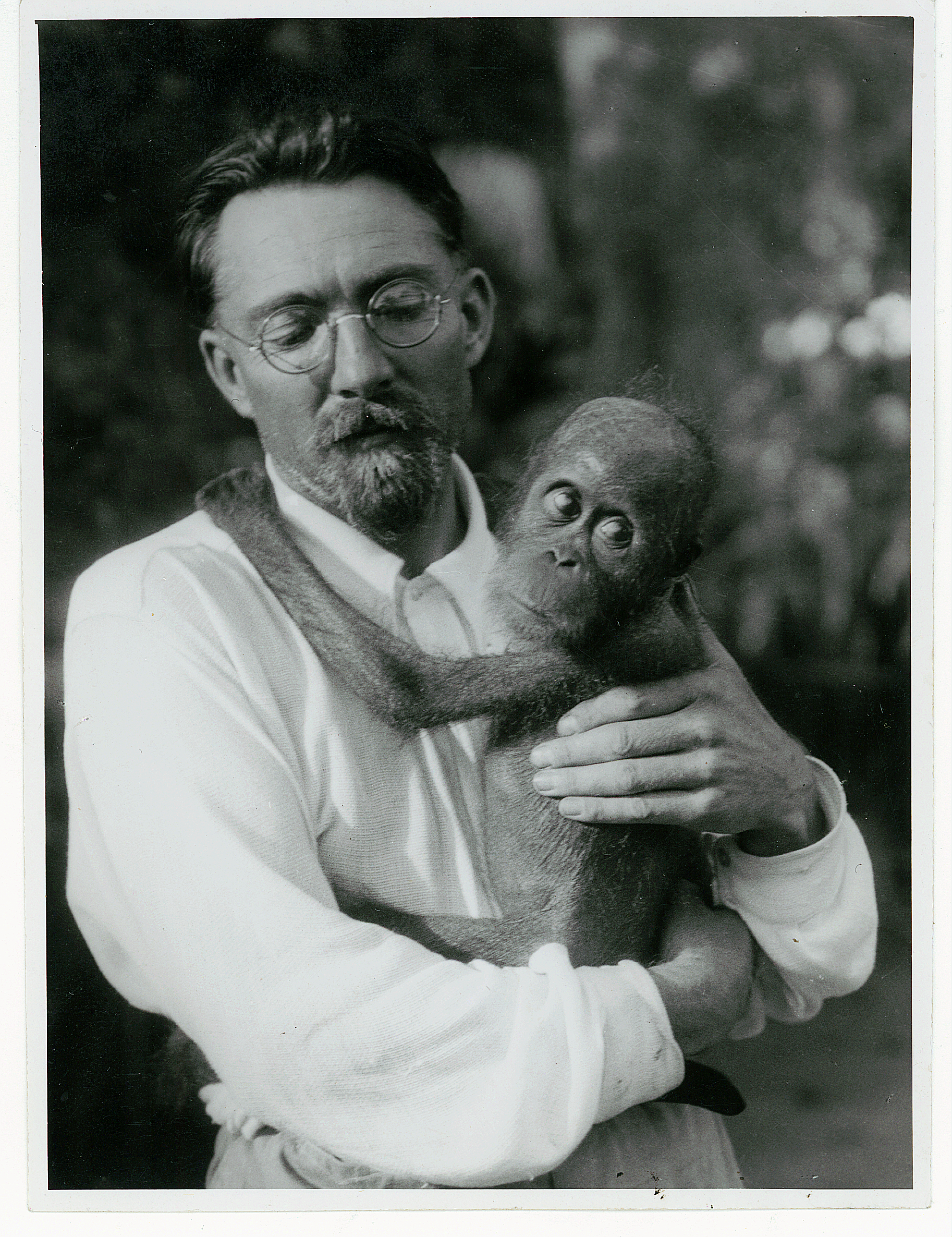
آرنولد هایم با یک بچه اورانگوتان (حدود ۱۹۲۸)

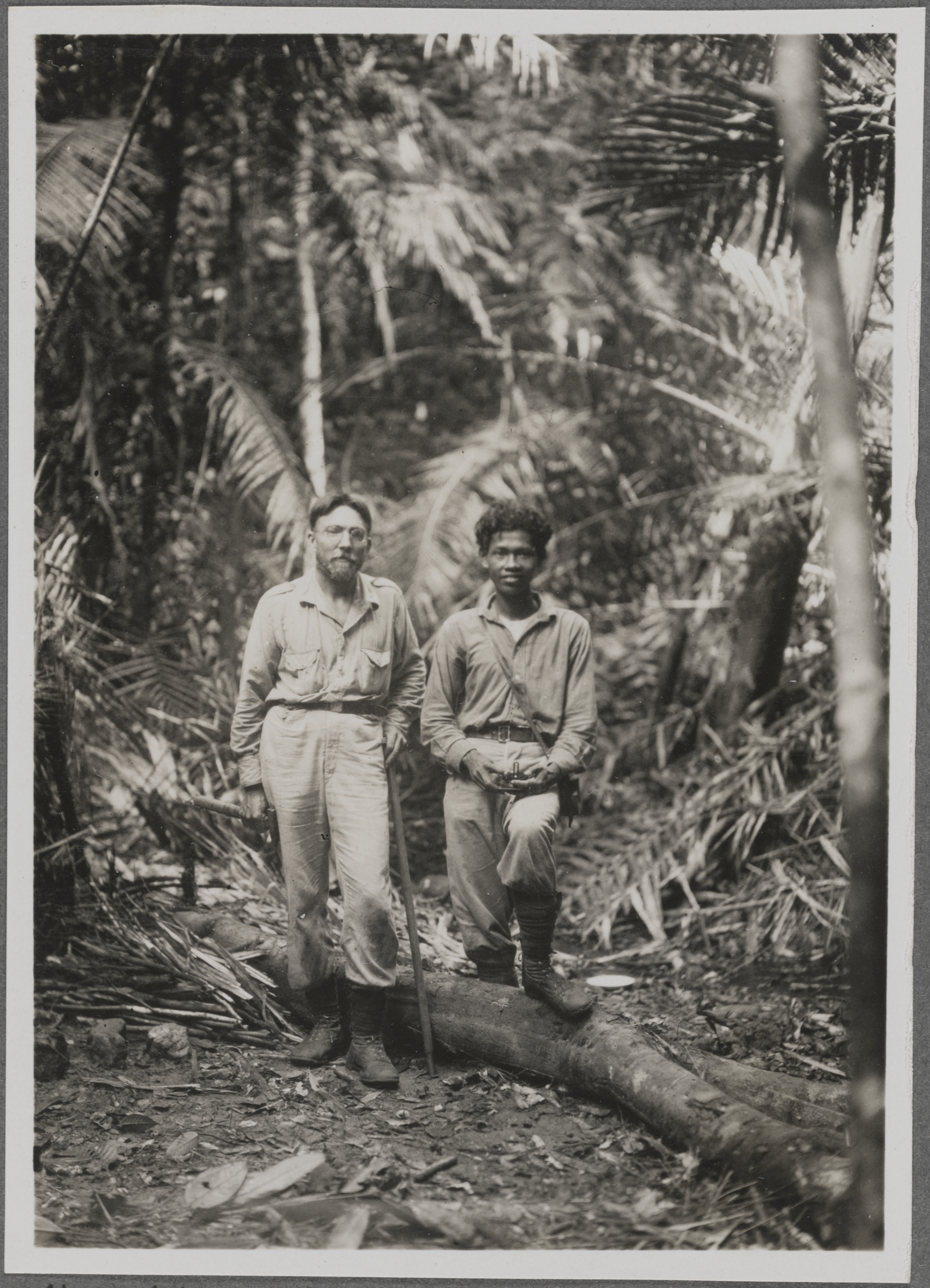
آرنولد هایم و هندسه‌سنج سوریادی در جاوه، اندونزی، ۲ آوریل ۱۹۲۸

هایم در دو دورهٔ زمانی ۱۹۰۸-۱۹۱۱ و ۱۹۲۴-۱۹۲۸ به عنوان مدرس خصوصی در دانشگاه زوریخ و مؤسسه فناوری فدرال زوریخ خدمت کرد. علی‌رغم امیدهای پدرش مبنی بر اینکه او جایگاه دانشگاهی خانواده را به دست خواهد گرفت، هایم مسیر متفاوتی را انتخاب کرد و کرسی استادی در دانشگاه سون یات-سن در کانتون، چین (۱۹۲۹-۱۹۳۱) را پذیرفت.
تحقیقات میدانی گسترده او با شرکت در سفر اکتشافی آلفرد دو کِروَن به گرینلند سوئیس در ۱۹۰۹ آغاز شد. بین سال‌های ۱۹۱۰ تا ۱۹۲۰، هایم اکتشافات نفتی قابل توجهی را در جاوه و سوماترا انجام داد و خود را به عنوان یک متخصص در سنگ‌شناسی تثبیت کرد.
در ۱۹۲۶، هایم به همراه والتر میتل‌هولتزر، رنه گوزی و هانس هارتمن، سفری هوایی به آفریقای جنوبی را آغاز کرد. دستاورد قابل توجه او در ۱۹۳۰ حاصل شد؛ زمانی که به ادوارد ایمهوف و پاول نابهولز در نقشه‌برداری از کوه مینیا کونکا پیوست و ارتفاع آن را به طور دقیق ۷۶۰۰ متر اندازه‌گیری کرد و ادعاهای قبلی مبنی بر ارتفاع ۱۰٬۰۰۰ متری آن را رد کرد.

### سفرهای اکتشافی هیمالیا
مهم‌ترین سفر اکتشافی هایم، اولین سفر اکتشافی سوئیس به هیمالیا در ۱۹۳۶ بود که به همراه آگوستو گانسر رهبری آن را بر عهده داشت. این سفر هشت‌ماهه دو اثر برجسته را در پی داشت: سفرنامهٔ « تاج و تخت خدایان» (۱۹۳۸) و نشریهٔ علمی «هیمالیای مرکزی: مشاهدات زمین‌شناسی سفر اکتشافی سوئیس ۱۹۳۶» (۱۹۳۹). این آثار، مشاهدات علمی دقیق را با تحلیل جامع زمین‌شناسی منطقه ترکیب کردند.

## مرگ
هایم در ۲۷ مه ۱۹۶۵ در زوریخ درگذشت و در گورستان سیلفلد به خاک سپرده شد.

## گزیدهٔ انتشارات
- «تاج و تخت خدایان: تجربیات اولین سفر اکتشافی سوئیس به هیمالیا» (با آگوستو گانسر، ۱۹۳۸)
- «جهان‌بینی یک طبیعت‌شناس: اعتراف من» (چهارمین ویرایش اصلاح شده، ۱۹۴۸)
- «سرزمین عجایب پرو: تجربیات طبیعت» (۱۹۴۸، ویرایش دوم ۱۹۵۷)
- «آمریکای جنوبی: تجربیات طبیعت در سفرهایی در شیلی، آرژانتین و بولیوی» (نسخهٔ دوم، ۱۹۵۴)